# National Cycling Centre (Couva)
Das National Cycling Centre ist ein Velodrom in Couva in Trinidad und Tobago. Im Velodrom befindet sich die erste überdachte Radrennbahn der Karibik.
Die Radrennbahn ist 250 Meter lang und hat eine Kurvenüberhöhung von 45 Grad. Der Belag ist aus Sibirischer Fichte. Planer der Bahn war der deutsche Architekt Ralph Schürmann aus Münster. Die Bahn wurde vom Weltradsportverband UCI in der Kategorie 1 zertifiziert, so dass internationale Wettbewerbe auf ihr ausgetragen werden können.
Für den sportlichen Betrieb wurde das NCC, von den Medien inzwischen Orange Bowl getauft, im Mai 2016 übergeben, ein Jahr später als ursprünglich geplant. Es folgte ein internationales Einladungsmeeting im Juli 2016.
Als erster offizieller internationaler Wettbewerb wurden im National Cycling Centre im August 2016 die Panamerikameisterschaften der Junioren ausgetragen. Die Trinidad & Tobago Cycling Federation bewarb sich zudem erfolgreich um die Ausrichtung der Panamerikameisterschaften der Elite 2017. 2023 fanden die Bahnradsportwettbewerbe der Commonwealth Youth Games im National Cycling Centre statt.
Zusätzlich soll das Velodrom als Trainingsstätte für Nationalmannschaften international propagiert werden.